# Brégy
Brégy település Franciaországban, Oise megyében. Lakosainak száma 638 fő (2022. január 1.). Brégy Oissery, Puisieux, Bouillancy, Chèvreville, Ognes, Réez-Fosse-Martin és Douy-la-Ramée községekkel határos.

## Népesség
A település népességének változása:
| Lakosok száma | 587  | 606  | 635  | 636  | 648  | 653  | 661  | 649  | 638  |
|               | 2013 | 2015 | 2016 | 2017 | 2018 | 2019 | 2020 | 2021 | 2022 |